# Johann Ernst Eberlin
Johann Ernst Eberlin, né le 27 mars 1702 à Jettingen près de Burgau en Bavière, mort le 19 juin 1762 à Salzbourg, est un compositeur et organiste bavarois.

## Biographie
Dès l'âge de dix ans, le jeune Eberlin reçoit sa formation scolaire et surtout sa première formation musicale au collège des jésuites d'Augsbourg. Ses enseignants sont Georg Egger pour la musique et Balthazar Siberer pour l'orgue. De 1721 à 1723, Eberlin poursuit ses études à l'université bénédictine de Salzbourg et les arrête subitement alors qu'il est mis à la porte.
En 1726, il devient organiste au service de l'archevêque de Salzbourg, Paris von Lobron, et va atteindre le sommet de sa carrière en tant qu'organiste de cour et maître de chapelle de l'archevêque Andreas Jakob von Dietrichstein. Son travail constituait en l'accompagnerment musical des offices liturgiques à la cour et apporter son concours à la musique de table (Tafelmusik).
Il compose et dirige des pièces d'orchestre pour les concerts de cour et les pièces de théâtre. Ses contemporains furent Leopold Mozart et Wolfgang Amadeus Mozart (dont il fut occasionnellement le professeur) ainsi qu'Anton Cajetan Adlgasser. Par son énorme travail de composition, Eberlin influença beaucoup de musiciens.
Eberlin a su, grâce à son habile travail, transformer la traditionnelle musique baroque en un nouveau style. Sur le plan artistique, il se situe ainsi entre Heinrich Biber et Joseph Haydn dans le mouvement pré-classique. À côté des travaux liturgiques, Eberlin a également composé de la musique instrumentale et des opéras. Il composa aussi des musiques pour l'école bénédictine de théâtre de Salzbourg.
Il meurt à Salzbourg le 19 juin 1762, à l'âge de 60 ans.

## Œuvres

### Orgue
- 9 Toccatas et fugues pour orgue (publiées vers 1747)
- 115 Versets et cadences (Munich, vers 1830)
- 65 Vor- und Nach-Spiele, Versetten und Fugetten für die Orgel in den bekannten acht Kirchen Tonarten (65 Préludes et postludes, versets et fuguettes pour l’orgue dans les 8 tons ecclésiastiques habituels)
- 5 Pièces pour orgue mécanique (dans le recueil Der Morgen und der Abend, Salzbourg, 1759)
- 4 Pièces pour orgue mécanique (Hellbrun Castle, 1749)

### Musique religieuse
- 106 Messes
- Cantates
- 18 Requiems
- Psaumes
- 15 Oratorios, dont
  - La passione di Gesù Cristo (Salzbourg, 1755), sous le nom de Das Leiden unsers Heilandt Jesu Christi

### Musique dramatique
- 3 Opéras
- 61 Drames scolaires

## Partitions
- Partitions libres de Johann Ernst Eberlin dans Choral Public Domain Library (ChoralWiki)
- « Johann Ernst Eberlin » (partitions libres de droits), sur l'IMSLP